# (90370) Jókaimór
(90370) Jókaimór est un astéroïde de la ceinture principale.

## Description
(90370) Jokaimor est un astéroïde de la ceinture principale. Il fut découvert le 7 juillet 2003 à Piszkesteto par Krisztián Sárneczky et Brigitta Sipőcz. Il présente une orbite caractérisée par un demi-grand axe de 3,13 UA, une excentricité de 0,11 et une inclinaison de 8,2° par rapport à l'écliptique.

## Compléments